# Minuartia tenella
Minuartia tenella là loài thực vật có hoa thuộc họ Cẩm chướng. Loài này được (J. Gay) Mattf. mô tả khoa học đầu tiên năm 1921.